# Paddgöl
Paddgöl är en sjö i Emmaboda kommun i Småland och ingår i Hagbyåns huvudavrinningsområde.